# Partido Popular da Polónia
O Polskie Stronnictwo Ludowe (em português: Partido Popular da Polônia), abreviado como PSL (tradicionalmente traduzido como Partido Camponês Polonês), é um partido democrata-cristão e agrário na Polônia. Atualmente possui 31 membros do Sejm, um membro no Senado, e três deputados do Parlamento Europeu. É sócio minoritário em uma coligação centro-esquerda com a Plataforma Cívica. 
O partido foi formado em 1990. Originalmente um partido de esquerda, o PSL formou uma coalizão com a Aliança da Esquerda Democrática (SLD), depois de ganhar 132 assentos no Sejm na eleição 1993, com o líder do PSL, Waldemar Pawlak, como primeiro-ministro até 1995. O partido caiu para 27 na eleição seguinte, e mudou-se para Centro no final da Década de 1990. Em 2001 , o partido entrou novamente em uma coalizão com o SLD, mas retirou-se em 2003. Após a eleição de 2007, o PSL entrou em uma coalizão com a Plataforma Cívica, de centro-direita. 
O nome do partido segue sua tradição de um partido agrário do Império Austro-Húngaro, que controlou Galícia, e que enviou deputados ao parlamento em Viena.

## Resultados eleitorais

### Eleições legislativas

#### Sejm
| Data | CI.              | Votos            | %                | +/-              | Deputados | +/- | Status            |
| ---- | ---------------- | ---------------- | ---------------- | ---------------- | --------- | --- | ----------------- |
| 1991 | 5.º              | 972 952          | 8,7 / 100,0      |                  | 48 / 460  |     | Apoio parlamentar |
| 1993 | 2.º              | 2 124 367        | 15,4 / 100,0     | 6,7              | 132 / 460 | 84  | Governo           |
| 1997 | 4.º              | 956 184          | 7,3 / 100,0      | 8,1              | 27 / 460  | 105 | Oposição          |
| 2001 | 5.º              | 1 168 959        | 9,0 / 100,0      | 1,7              | 42 / 460  | 15  | Governo           |
| 2005 | 6.º              | 821 656          | 7,0 / 100,0      | 2,0              | 25 / 460  | 17  | Oposição          |
| 2007 | 4.º              | 1 437 638        | 8,9 / 100,0      | 1,9              | 31 / 460  | 6   | Governo           |
| 2011 | 4.º              | 1 201 628        | 8,4 / 100,0      | 0,5              | 28 / 460  | 3   | Governo           |
| 2015 | 6.º              | 779 875          | 5,1 / 100,0      | 3,3              | 16 / 460  | 12  | Oposição          |
| 2019 | Coligação Polaca | Coligação Polaca | Coligação Polaca | Coligação Polaca | 15 / 460  | 1   | Oposição          |

#### Senado
| Data | Deputados | +/-     | Status            |
| ---- | --------- | ------- | ----------------- |
| 1991 | 7 / 100   |         | Apoio parlamentar |
| 1993 | 36 / 100  | 29      | Governo           |
| 1997 | 3 / 100   | 3       | Oposição          |
| 2001 | 4 / 100   | 1       | Governo           |
| 2005 | 2 / 100   | 2       | Oposição          |
| 2007 | 0 / 100   | 2       | Governo           |
| 2011 | 2 / 100   | 3       | Governo           |
| 2015 | 1 / 100   | 1       | Oposição          |
| 2019 | 1 / 100   | Estável | Oposição          |

### Eleições presidenciais
| Data | Candidato apoiado   | 1ª Volta | 1ª Volta  | 1ª Volta    | 2ª Volta | 2ª Volta | 2ª Volta |
| Data | Candidato apoiado   | CI.      | Votos     | %           | CI.      | Votos    | %        |
| ---- | ------------------- | -------- | --------- | ----------- | -------- | -------- | -------- |
| 1990 | Roman Bartoszcze    | 5.º      | 1 176 175 | 7,2 / 100,0 |          |          |          |
| 1995 | Waldemar Pawlak     | 5.º      | 770 419   | 4,3 / 100,0 |          |          |          |
| 2000 | Jarosław Kalinowski | 4.º      | 1 047 949 | 6,0 / 100,0 |          |          |          |
| 2005 | Jarosław Kalinowski | 5.º      | 269 316   | 1,8 / 100,0 |          |          |          |
| 2010 | Waldemar Pawlak     | 5.º      | 294 273   | 1,8 / 100,0 |          |          |          |
| 2015 | Adam Jarubas        | 6.º      | 238 761   | 1,6 / 100,0 |          |          |          |

### Eleições europeias
| Data | CI. | Votos   | %           | +/- | Deputados | +/- |
| ---- | --- | ------- | ----------- | --- | --------- | --- |
| 2004 | 7.º | 386 340 | 6,3 / 100,0 |     | 4 / 54    |     |
| 2009 | 4.º | 516 146 | 7,0 / 100,0 | 0,7 | 3 / 50    | 1   |
| 2014 | 5.º | 480 846 | 6,8 / 100,0 | 0,2 | 4 / 51    | 1   |